# ガース (雀士)
ガースは日本の競技麻雀のプロ雀士、アメリカ合衆国カリフォルニア州サクラメント出身、日本プロ麻雀連盟団体内の段位は五段。フルネームはガース・ネルソン（Garthe Nelson）。

## 経歴
テレビ朝日で放送されていた『SmaSTATION!!』の「ベラベラステーション」のコーナーに出演したことがある。